# Giuseppe Memeo
Giuseppe Memeo, noto come Il Terun o  Il Maleducato  negli anni settanta (Palazzo San Gervasio, 11 ottobre 1958), è un ex terrorista italiano.

## Biografia
Militante di Autonomia Operaia, entrò nei Proletari Armati per il Comunismo (PAC), organizzazione terroristica di estrema sinistra costituitasi in Lombardia, tramite il gruppo dei sardi e Sebastiano Masala, divenendone uno dei principali esponenti. Guadagnò notorietà il 14 maggio 1977, durante la manifestazione di protesta contro la repressione svoltasi due giorni dopo l'uccisione di Giorgiana Masi e l'arresto di Sergio Spazzali e Giovanni Cappelli, due avvocati di Soccorso Rosso. Gli organizzatori della manifestazione avevano previsto che tutti i manifestanti confluissero in piazza del Duomo, com'era d'uso al tempo. Viceversa i gruppi dell'autonomia milanese, tra cui la "banda Bellini" e il collettivo del Casoretto, lasciarono il corteo principale per dirigersi verso il carcere di San Vittore e manifestare la solidarietà ai compagni arrestati nei giorni precedenti.
Il blocco del loro percorso da parte delle forze dell'ordine fece degenerare la manifestazione in scontro armato, in via De Amicis a Milano, durante il quale Memeo fu immortalato in un famoso scatto che lo ritrae a viso parzialmente coperto da passamontagna, al centro della strada, mentre impugna a due mani una pistola: la fotografia diventò un emblema degli anni di piombo. Durante la sparatoria rimase ucciso l'agente Antonio Custra, la cui morte fu inizialmente imputata a Memeo, ma si scoprì poi che l'autore dell'omicidio era Mario Ferrandi, altro componente dei PAC.
Il 16 febbraio 1979, assieme a Gabriele Grimaldi e Sebastiano Masala, uccise il gioielliere Pierluigi Torregiani, colpevole di aver reagito il mese precedente, assieme ad altri avventori, a due rapinatori che tentavano di derubare i clienti del ristorante Il Transatlantico, dove Torregiani si era recato a cenare assieme ad amici e parenti dopo una promozione di gioielli presso una TV privata, provocando la morte di uno dei delinquenti; nella sparatoria morì anche un commerciante di Catania, avventore del ristorante. I PAC accusarono il gioielliere di essere un «agente del capitalismo sul territorio» ed espressero, nelle loro rivendicazioni, solidarietà per la piccola malavita, la quale «con le rapine porta avanti il bisogno di giusta riappropriazione del reddito e di rifiuto del lavoro».
Memeo fu arrestato il 9 luglio 1979 nell'abitazione di Maria Pia Ferrari, convivente di un altro militante dei PAC, Germano Fontana. Il giudice Pietro Forno lo considerava «una personalità estroversa e con una certa dose di esibizionismo» mentre il pentito Enrico Pasini Gatti, ex collaboratore non interno ai PAC, lo definì «un pazzo sanguinario». 
Condannato a 30 anni di reclusione per duplice omicidio e sette rapine, durante la detenzione iniziò a prendere le distanze dalla lotta armata. Dopo aver finito di scontare la pena, Memeo ha lavorato per l'associazione "Poiesis" di Milano, il centro della fondazione Exodus per la cura dell'AIDS, ed è stato vicepresidente della cooperativa sociale "Il Fontanile".